# Evolution. From the Birth of the Planets to the Age of Man
Evolution. From the Birth of the Planets to the Age of Man ist ein verschollener Film des US-amerikanischen Herpetologen und Filmregisseurs Raymond L. Ditmars aus dem Jahr 1923. Er wurde von Charles Urbans Kineto Company of America produziert. Mit dem Film sollte das Publikum über die Evolutionstheorie im Sinne der Erkenntnisse von Charles Darwin informiert werden. Der Film wurde in den Inkwell Studios in heute nicht mehr festzustellendem Umfang überarbeitet und um Animationssequenzen aus dem 1918 entstandenen frühen Dinosaurierfilms The Ghost of Slumber Mountain von Willis O’Brien ergänzt. Die Veröffentlichung dieses Kompilationsfilms erfolgte 1925 unter den Titeln Evolution oder Darwin’s Theory of Evolution.

## Handlung
In einer Abfolge von Realfilmen und animierten Sequenzen wird ausführlich die Entstehung des Sonnensystems und der Erde beschrieben. Es folgen Darstellungen der Vielfalt tierischen Lebens, von den einfachsten Formen bis zu den Säugetieren und schließlich dem Menschen. Die menschlichen Leistungen, namentlich in Architektur und Technik, werden ausführlich dargestellt.

## Produktionsnotizen
Charles Urban verfügte 1923 über ein sehr umfangreiches Archiv von Filmmaterial, das in den 20 Jahren zuvor produziert worden war. Die wirtschaftlichen Schwierigkeiten seiner Kineto Company veranlassten ihn, aus bereits vorhandenem Material neue Filme zusammenzuschneiden. Eines dieser Produkte war Evolution. From the Birth of the Planets to the Age of Man. Zur wissenschaftlichen Begleitung des Projekts engagierte Urban Raymond L. Ditmars, Herpetologe, Kurator für Reptilien und Säugetiere der New York Zoological Society und Filmpionier. Ditmars war an der Auswahl des Materials aus dem Filmarchiv Urbans beteiligt und Regisseur einiger nachgedrehter Szenen.
Der Ansatz, in einem Film die Evolutionsgeschichte von der Entstehung des Universums, des Sonnensystems und der Erde über die Entwicklung tierischen Lebens bis zum Menschen und seinen Errungenschaften zu erzählen, ist die filmische Umsetzung eines in der zweiten Hälfte des 19. Jahrhunderts formulierten Narrativs, der im angelsächsischen Sprachraum als Epic of Evolution bezeichnet wird.
Neben dem Regisseur wurde lediglich Benjamin C. Gruenberg, ein New Yorker Biologielehrer, im Vorspann als Editor genannt. Gruenberg war mit der US-amerikanischen Reformpädagogin Sidonie Matsner Gruenberg verheiratet und veröffentlichte zwischen den Weltkriegen Unterrichtsmaterial zur Biologie, Evolution und Sexualkunde.